# Dileeni Daniel-Selvaratnam

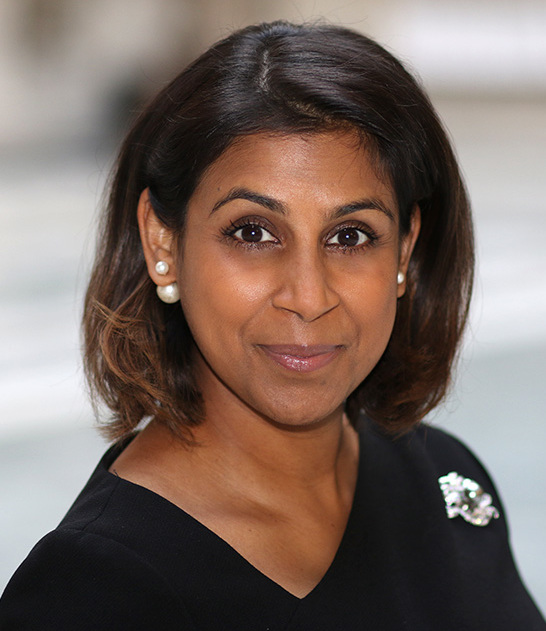
Dileeni Daniel-Selvaratnam (2020)

Dileeni Daniel-Selvaratnam ist eine britische Juristin und Beamtin, die seit dem 29. Juni 2023 Gouverneurin der Turks- und Caicosinseln ist. Zuvor hatte sie von 2021 bis 2023 das Amt der Gouverneurin von Anguilla inne.

## Leben
Dileeni Daniel-Selvaratnam besitzt die britische Staatsangehörigkeit und ist tamilisch-srilankischer Herkunft. Sie wurde 1999 zur Anwaltschaft zugelassen und erwarb 2000 einen LL.M. in Völkerrecht an der University of London. Ihr Rechtsreferendariat absolvierte sie von 2000 bis 2001 bei „9 King’s Bench Walk“ und „1 Inner Temple Lane“.
Zwischen 2004 und 2007 arbeitete sie als politische Beraterin im Department for Constitutional Affairs. Von 2007 bis 2015 war sie in verschiedenen Positionen im Justizministerium tätig, darunter als Privatsekretärin des Staatsministers für Justiz (2007–2010), Sekretärin des Omand-Berichts (2010), stellvertretende Leiterin der Strategie für das Offender Management (2010/11) und stellvertretende Direktorin für Strategie und Veränderung im HM Courts and Tribunals Service (2011–2015). Danach wechselte sie in den Insolvenzdienst, wo sie zwei Jahre lang als Direktorin für Strategie und Veränderung tätig war. 2017 trat sie in den Cabinet Office ein und übernahm die Position der Direktorin für die Grenfell-Tower-Untersuchung.

## Gouverneurin
Die Ernennung von Dileeni Daniel-Selvaratnam zur Gouverneurin von Anguilla wurde am 28. November 2020 bekanntgegeben. Sie war nach Christina Scott die zweite Frau, die dieses Amt in dem britischen Überseegebiet bekleidete. Am 15. Januar 2021 traf sie in Anguilla ein und begann ihre Tätigkeit zunächst aus der Ferne, da sie sich aufgrund der 15-tägigen Quarantänevorschrift isolieren musste. Ihre Vereidigung fand am 18. Januar 2021 per Videoverbindung statt. Drei Tage später, am 21. Januar, nahm sie an einer Sitzung des Exekutivrats teil und traf später die Oppositionsmitglieder des House of Assembly. Am 26. Januar 2021 vereidigte sie Piyumini Weeratunga, eine ehemalige Richterin aus Montserrat, als neue Richterin in Anguilla.
Nach Abschluss ihrer Quarantäne besuchte Daniel-Selvaratnam das Princess-Alexandra-Hospital und die sogenannten „Hotelzone“. Anschließend unternahm sie eine umfassende Inseltour, bei der sie in jedem Distrikt die örtlichen Parlamentsabgeordneten und Anwohner traf. Dabei führte sie auch Gespräche über den bevorstehenden Start der COVID-19-Impfkampagne.
Am 15. Dezember 2022 gab das Foreign, Commonwealth & Development Office bekannt, dass Daniel-Selvaratnam im Juni 2023 Nigel Dakin als Gouverneur der Turks- und Caicosinseln ablösen würde.